# Allacta crassivenosa
Allacta crassivenosa es una especie de cucaracha del género Allacta, familia Ectobiidae. Fue descrita científicamente por Bolívar en 1897.

## Distribución
Esta especie se encuentra en India.